# Greenwood (Nouvelle-Écosse)
Greenwood est un village du Canada situé dans la partie occidentale du comté de Kings dans la vallée d'Annapolis en Nouvelle-Écosse.